# Augusto De Luca
Augusto De Luca italijanski fotograf, * 1. julij 1955, ‪Neapelj‬, ‪Italija‬. Arhitekturno fotograf, portretist, umetnost.
Veliko njegovih fotografij je uvrščenih tudi v zbirko "Bibliotheque Nationale de France" (Pariz), tudi v zbirko "International Polaroid Collection" (‪Združene države Amerike‬), tudi v zbirko "Musée de la photographie de Charleroi (‪Belgija‬).

## Knjige
- (1986) Napoli Mia.(Centro Il Diaframma / Canon Edizioni Editphoto Srl)
- (1987) Napoli Donna.(Centro Il Diaframma / Canon Edizioni Editphoto Srl)
- (1995) Trentuno napoletani di fine secolo. Electa, Neapelj, ISBN 88-435-5206-6
- (1996) Roma Nostra. Gangemi Editore, Rim, ISBN 978-88-7448-705-9.[6]
- (1997) Napoli grande signora. Gangemi Editore, Rim, ISBN 978-88-7448-775-2
- (1998) Il Palazzo di giustizia di Roma. Gangemi Editore, Rim, ISBN 978-88-492-0231-1
- (1998) Firenze frammenti d'anima. Gangemi Editore, Rim, ISBN 978-88-7448-842-1
- (1999) Bologna in particolare. Gangemi Editore, Rim, ISBN 978-88-7448-980-0
- (2000) Milano senza tempo. Gangemi Editore, Rim, ISBN 978-88-492-0093-5
- (2001) Torino in controluce. Gangemi Editore, Rim, ISBN 978-88-492-0211-3
- (2002) Tra Milano e Bologna appunti di viaggio. Gangemi Editore, Rim, ISBN 978-88-7448-980-0
- (1992) Swatch Collectors Book 1. Editore M. Item - Švica, ISBN 88-86079-01-X
- (1992) Swatch Collectors Book 2. Editore M. Item - Švica, ISBN 88-86079-00-1

## Razstave fotografije
- 1979 : Rassegna della nuova creatività, galleria Lucio Amelio - Neapelj, Italija.
- 1981 : Italian Culture Institute - New York, ‪Združene države Amerike‬.
- 1982 : Arteder '82 - Bilbao, ‪Španija‬.
- 1982 : Museo Italo Americano - San-Francisco, ‪Združene države Amerike‬.
- 1982 : Galleria Fotografia Oltre - Chiasso, ‪Švica‬.
- 1982 : Galleria Civica - Modena, Italija.
- 1983 : Italian Cultural Society - Sacramento, California - Združene države Amerike.
- 1983 : Journées internationales de la photographie - Montpellier, ‪Francija‬.
- 1983 : Galeria Diaframma - Milano, Italija.
- 1983 : Galleria Camara Oscura - Logroño, ‪Španija‬. ]
- 1983 : Italian - American Museum - San Francisco, California - ‪Združene države Amerike‬.
- 1984 : Institut italien de la Culture - Lille, ‪Francija‬.
- 1984 : Associacion Nacional Fotografos - Barcelona, ‪Španija‬.
- 1984 : Rencontres d'Arles - Arles, ‪Francija‬.
- 1984 : Dept.of art of the University of Tennessee - Chattanooga, Tennessee, ‪Združene države Amerike‬.
- 1985 : Ecole des Beaux-Arts - Tourcoing, ‪Francija‬.
- 1985 : Galleria Vrais rêves - Lyon, ‪Francija‬.
- 1985 : Forum exposition "Un mois pour la photographie" - Centre culturel de Bonlieu, Annecy.
- 1986 : Galleria Hasselblad - Göteborg, Švedska.
- 1986 : Festival d'animation audiovisuelle - Saint-Marcellin (Isère) ‪Francija‬.
- 1986 : Musée d'art moderne - Liegi, ‪Belgija‬.
- 1987 : Museo Principe Diego Aragona Pignatelli Cortes - Neapelj, Italija.
- 1988 : Incontri Internazionali d'Arte (Palazzo Taverna) - ‪Rim‬, Italija.
- 1995 : Museo Ancien - Grignan, ‪Francija‬.
- 1996 : Camera dei deputati - Rim, Italija.
- 1996 : Museo di Roma (Palazzo Braschi) - ‪Rim‬, Italija.

## Galerija
- Isa Danieli (igralka)
- Concetta Barra (igralka)
- Rick Wakeman (‪Glásbenik‬)
- Pupella Maggio (igralka)
- Lina Sastri (igralka)

- Rim
- Rim
- ‪Bologna‬
- Firence
- Firence
- Firence